# Pulicaria discoidea
Pulicaria discoidea là một loài thực vật có hoa trong họ Cúc. Loài này được (Chiov.) N.Kilian miêu tả khoa học đầu tiên năm 1999.